# Dương vật nhỏ
Dương vật nhỏ (tiếng Anh: micropenis) là hiện tượng dương vật có kích cỡ nhỏ một cách bất thường. Chiều dài trung bình khi cương cứng của dương vật nhỏ là gần 7 cm (2,7 in), ngắn hơn so với chuẩn trung bình là 12,5 cm (5 in).
Hiện tượng này có thể được phát hiện sau khi sinh con một thời gian. Dương vật nhỏ xảy ra ở khoảng 0,6% nam giới.

## Bệnh lý
Hội chứng này có thể do nhiều nguyên nhân gây ra: rối loạn hoạt động nội tiết tố androgen khi còn ở trong bụng mẹ, tinh hoàn kém phát triển hoặc phát triển bất thường. Hội chứng Klinefelter hay kích thích tuyến yên không đủ cũng có thể làm dương vật nhỏ.